# Mogote del Valle
Le mogote del Valle est une colline au sud de la sierra de los Órganos dans la Cordillère de Guaniguanico au sein de la vallée de Viñales dans la province de Pinar del Río à Cuba.

## Toponymie
Le nom de mogote désigne les collines ou buttes calcaires karstiques à Cuba et dans les Caraïbes.

## Géographie
Le mogote del Valle est situé au nord de la ville de Viñales qu'il surplombe.

## Protection environnementale
Le site fait partie du parc national de Viñales, classé au Patrimoine mondial depuis 1999.

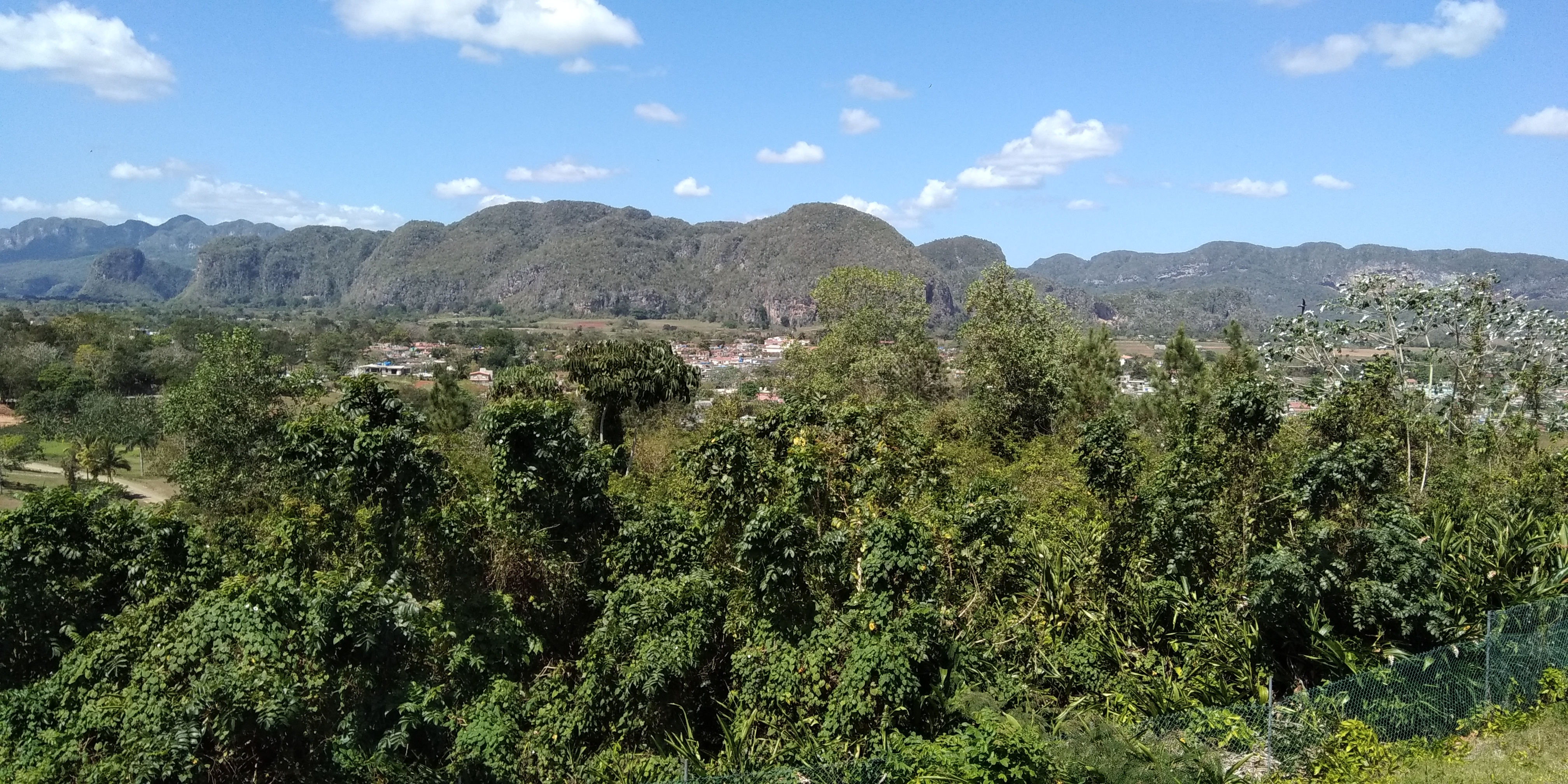
Vue du mogote del Valle depuis La Ermita.